# PenAir
PenAir, tên đầy đủ là Peninsula Airways, (mã IATA = KS, mã ICAO = PEN) là hãng hàng không của Hoa Kỳ, trụ sở ở Anchorage, Alaska. Hãng có các tuyến đường thường xuyên chở khách tới trên 85 điểm đến cũng như chở khách thuê bao. Căn cứ chính của hãng ở Sân bay quốc tế Ted Stevens Anchorage, với các căn cứ khác ở Sân bay Dillingham, Sân bay Unalaska, Sân bay King Salmon và Sân bay Cold Bay..

## Lịch sử
Hãng được thành lập năm 1955 bởi viên phi công Orin Seybert của thành phố Pilot Point,  Lưu trữ ngày 9 tháng 5 năm 2008 tại Wayback Machine và bắt đầu hoạt động từ năm 1956, tập trung vào các chuyến bay thuê bao. Năm 1973 hãng mở các tuyến đường thường xuyên giữa King Salmon và Pribilof Islands. Năm 1985 Penair mua hết cổ phần của Air Transport Services của thành phố Kodiak. Tháng 11/1991 PenAir liên danh với Alaska Airlines..

## Các nơi đến
- Akutan
- Aleknagik
- Aniak
- Anchorage
- Atka
- Bartletts/Egegik
- Cape Newenham
- Chignik Bay
- Chignik Lagoon
- Chignik Lake
- Cinder River
- Clark's Point
- Cold Bay
- Dillingham
- Dutch Harbor
- Egegik
- Ekwok
- False Pass
- Igiugig, Alaska
- Iliamna
- King Cove
- King Salmon
- Koliganek
- Levelock
- Manokotak
- McGrath
- Nelson Lagoon
- New Stuyahok
- Nikolski
- Perryville
- Pilot Point
- Port Heiden
- Port Moller
- Portage Creek
- St. George
- St. Paul
- Sand Point
- Sandy River
- South Naknek
- Togiak
- Twin Hills
- Ugashik
- Unalakleet
- Wildman Lake

Route Map Lưu trữ ngày 13 tháng 11 năm 2008 tại Wayback Machine

## Đội máy bay

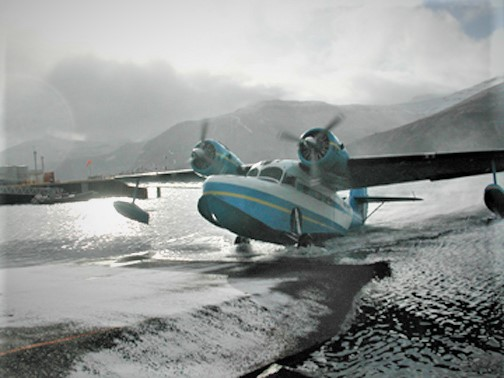
PenAir Grumman Goose

(Tháng 10/2007):
- 5 Cessna Caravan
- 1 Fairchild Metro 23
- 4 Fairchild Metro III
- 7 Saab 340B
- 2 Saab 340A

Các máy bay khác:
- 2 Grumman G-21A Goose
- 2 Piper Navajo Chieftain
- 11 Piper Saratoga
- 1 Piper T-1040